# Gerichte in Reuß jüngerer Linie
Die Gerichtsorganisation im historischen Fürstentum Reuß jüngerer Linie spiegelt die Kleinteiligkeit des Landes wider. Das Land bestand aus vier Fürstentümern im Osten des heutigen Landes Thüringen, die im Laufe der ersten Hälfte des 19. Jahrhunderts zu einem gemeinsamen Kleinstaat zusammenwuchsen.
1802 starb mit Heinrich XXX. der letzte Graf aus dem Haus Reuß-Gera jüngerer Linie. Die jüngeren Linien Reuß-Schleiz, Reuß-Lobenstein und Reuß-Ebersdorf übernahmen zusammen die Regentschaft über die Herrschaft Gera. Schon 1824 erlosch aber durch den Tod von Heinrich LIV. die Linie Reuß-Lobenstein, deren Gebiet damit an die Linie Reuß-Ebersdorf fiel. Diese Linie verzichtete 1848 mit dem Rücktritt des Fürsten Heinrich LXXII. zugunsten der Linie Reuß-Schleiz, womit das einheitliche Fürstentum Reuß jüngerer Linie entstand.

## Vor 1836
Eingangsgerichte waren die Justizämter, die Stadträte, die Patrimonialgerichte und einige Gerichte für einzelne Gruppen (Geistliche, Militärs u. ä.). Darüber stand das Oberste Landesjustizkollegium der gemeinschaftlichen Regierung Reuß jüngere Linie in Gera. Die letzte Instanz bildete das Oberappellationsgericht Jena.
Justizämter:
- Justizamt Schleiz (Schleiz)
- Justizamt Lobenstein mit Ebersdorf (Lobenstein)
- Justizamt Gera (Gera)
- Justizamt Hirschberg (Hirschberg)
- Justizamt Reichenfels zu Hohenleuben
- Justizamt Saalburg (Saalburg)
- Stadt- und Landgericht Gera (Gera), (Kriminalgericht)

Stadträte:
- Gera
- Hirschberg
- Lobenstein
- Saalburg
- Schleiz
- Tanna

Sonstige:
- Fürstliche Konsistorium zu Gera
- Fürstliches Bergamt Lobenstein
- Fürstliches Bergamt Schleiz
- Hofmarschallamt zu Gera
- Militärgericht Gera
- Militärgericht Schleiz
- Forstämter in Lobenstein, Gera und Schleiz
- Geistliche Inspektionsämter zu Saalburg, Schleiz und Lobenstein

Es bestanden folgende 65 Patrimonialgerichte:
| Ort                | Gericht                                                          |
| ------------------ | ---------------------------------------------------------------- |
| Bethenhausen       | Rittergut Bethenhausen                                           |
| Blankenstein       | Rittergut Blankenstein                                           |
| Blintendorf        | Rittergut Blintendorf (Gefell)                                   |
| Caaschwitz         | Rittergut Caaschwitz                                             |
| Caasen             | Rittergut Caasen                                                 |
| Cretzschwitz       | Rittergut Cretzschwitz                                           |
| Culm               | Rittergut Culm (Brahmenau)                                       |
| Dorna              | Rittergut Dorna                                                  |
| Dürrenberg         | Rittergut Dürrenberg (Bad Köstritz)                              |
| Dürrenebersdorf    | Rittergut Dürrenebersdorf                                        |
| Ebersdorf          | Commissions-Gericht der evangelischen Brüdergemeinde (Ebersdorf) |
| Frankendorf        | Rittergut Frankendorf (Tanna)                                    |
| Frankenthal        | Rittergut Frankenthal                                            |
| Frößen             | Rittergut Frössen mit Hohenpreiß                                 |
| Gera               | Gericht zum großen freien Limmerisch. Garten Gera                |
| Gera               | Gericht zum Siedelhof Gera                                       |
| Gleina             | Rittergut Gleina                                                 |
| Göritz             | Rittergut Göritz (Thüringen)                                     |
| Göttendorf         | Deutsche Haus-Gericht Göttendorf                                 |
| Harra              | Rittergut Harra                                                  |
| Hartmannsdorf      | Rittergut Hartmannsdorf (Bad Köstritz)                           |
| Haueisen           | Rittergut Haueisen                                               |
| Hermsdorf          | Rittergut Hermsdorf (Gera)                                       |
| Hohenleuben        | Pfarrgericht Hohenleuben                                         |
| Hohenpreiß         | Rittergut Frössen mit Hohenpreiß                                 |
| Kaymberg           | Rittergut Kaimberg                                               |
| Kießling           | Rittergut Kießling                                               |
| Kirschkau          | Rittergut Kirschkau                                              |
| Klein-Falke        | Rittergut Kleinfalke                                             |
| Köstritz           | Rittergut Köstritz                                               |
| Langenwolschendorf | Rittergut Langenwolschendorf                                     |
| Leumnitz           | Rittergut Leumnitz                                               |
| Lichtenberg        | Rittergut Lichtenberg (Kauern)                                   |
| Lobenstein         | Gericht des Pfarramtes Lobenstein                                |
| Meissendorf        | [[fürstlich Reuß-Greizisches Gericht Meissendorf]]               |
| Mühlsdorf          | Rittergut Mühlsdorf                                              |
| Nauendorf          | Rittergut Nauendorf                                              |
| Oberböhmsdorf      | Patrimonialgericht Oberböhmsdorf                                 |
| Oschitz            | Rittergut Oschitz (Schleiz)                                      |
| Otticha            | Patrimonialgericht Otticha                                       |
| Pforten            | Rittergut Pforten                                                |
| Pirk               | Rittergut Pirk                                                   |
| Pörsdorf           | Rittergut Pörsdorf                                               |
| Roschütz           | Rittergut Roschütz                                               |
| Rubitz             | Rittergut Rubitz                                                 |
| Ruppersdorf        | Patrimonialgericht Ruppersdorf (Remptendorf)                     |
| Saalburg           | Gericht des Kirchkastens Saalburg                                |
| Saalburg           | Gericht des Deutschen Hauses Saalburg                            |
| Sachsbühl          | Patrimonialgericht Sachsbühl                                     |
| Scheubengrobsdorf  | Rittergut Scheubengrobsdorf                                      |
| Schilbach          | Rittergut Schilbach (Tanna)                                      |
| Seelingenstädt     | Patrimonialgericht Seelingenstädt                                |
| Söllmnitz          | Rittergut Söllmnitz                                              |
| Steinbrücken       | Rittergut Steinbrücken                                           |
| Tanna              | Gotteshaus-Gericht Tanna                                         |
| Tanna              | Oberpfarrgericht Tanna                                           |
| Töppeln            | Rittergut Töppeln                                                |
| Triebes            | Rittergut Triebes                                                |
| Weißendorf         | Rittergut Weißendorf                                             |
| Weitisberga        | Patrimonialgericht Weitisberga                                   |
| Wenzla             | Patrimonialgericht Wenzla                                        |
| Wüstfalke          | Rittergut Wüstfalke                                              |
| Zeulsdorf          | Rittergut Zeulsdorf                                              |
| Zollgrün           | Rittergut Zollgrün                                               |
| Zschippach         | Rittergut Zschippach                                             |
| Zwötzen            | Rittergut Zwötzen                                                |

## 1836
1836 wurde die Gerichtsorganisation der ordentlichen Gerichtsbarkeit geändert. Die getrennte Jurisdiktion der Städte und Ämter wurde aufgehoben. Nun gab es sieben Justizämter als Eingangsinstanz. Kriminalgericht war das in Kriminalgericht Gera  umbenannte Stadt- und Landgericht Gera. 1839 kam das Kriminalgericht Lobenstein, 1842 das Kriminalgericht Schleiz hinzu.

## 1848
In Reuß jüngerer Linie war bis zur Märzrevolution 1848 das Oberste Landesjustizkollegium der gemeinschaftlichen Regierung Reuß jüngere Linie in Gera das Mittelgericht der Fürstentümer Reuß jüngerer Linie gewesen. Auch wenn dieses in Rechtsprechungsangelegenheiten seit 1838 als Oberstes Landesjustizkollegium auftrat, so war eine wirkliche Trennung der Rechtsprechung von der Verwaltung nicht gegeben. 1848 wurde nun das Oberste Landesjustizkollegium organisatorisch und personell von der Landesregierung getrennt und damit ausschließlich für die Rechtsprechung zuständig. 1855 wurde es in Appellationsgericht Gera umbenannt.
Auf der Ebene der Eingangsgerichte erfolgte die Trennung der Verwaltung (die Kreise) und der Rechtsprechung (der Justizämter) 1852. Dem Appellationsgericht Gera waren nun sieben Justizämter und drei Kriminalgerichte nachgeordnet. Die letzte Instanz bildete weiter das gemeinsame Oberappellationsgericht Jena.
Nachgeordnete Gerichte waren:
- Justizamt Gera-Stadt
- Justizamt Gera-Land
- Justizamt Hirschberg
- Justizamt Hohenleuben
- Justizamt Lobenstein
- Justizamt Saalburg
- Justizamt Schleiz
- Kriminalgericht Gera
- Kriminalgericht Lobenstein
- Kriminalgericht Schleiz

1855 wurde auch Schritt für Schritt die Patrimonialgerichtsbarkeit aufgehoben.

## 1863
1863 wurde das Appellationsgericht Gera aufgehoben und das (gemeinsame) Appellationsgericht Eisenach trat an seine Stelle. Die Kriminalgerichte wurden aufgehoben. Nun bestanden acht Justizämter:
- Justizamt Gera I
- Justizamt Gera II
- Justizamt Hohenleuben
- Justizamt Schleiz I
- Justizamt Schleiz II
- Justizamt Lobenstein I
- Justizamt Lobenstein I
- Justizamt Hirschberg

Für bedeutendere Fälle und für Beschwerden gegen Entscheidungen der Justizämter waren zwei Kreisgerichte in Gera und Schleiz eingerichtet.

## 1879
Im Rahmen der Einführung der Reichsjustizgesetze wurde das Appellationsgericht Eisenach 1879 aufgelöst und seine Aufgaben auf verschiedene Landgerichte verteilt. Für Reuß j.L. war dies das Landgericht Gera. Diesem waren nun fünf Amtsgerichten nachgeordnet. Dies waren
- Amtsgericht Gera
- Amtsgericht Hohenleuben
- Amtsgericht Lobenstein
- Amtsgericht Hirschberg (Saale)
- Amtsgericht Schleiz

Das Landgericht Gera war dem Oberlandesgericht Jena nachgeordnet.
Das Amtsgericht Hohenleuben wurde zum 15. Juli 1919 aufgehoben. Die Amtsgerichte Schleiz und Lobenstein erhielten zum gleichen Termin Teile des Sprengels des aufgehobenen  Amtsgerichts Burgk. Ansonsten gab es bis zur Neuorganisation des Gerichtswesens in Thüringen am 1. Oktober 1923 keine Änderungen.